# Joseph Benzino

Joseph Benzino

Mathilde Benzino

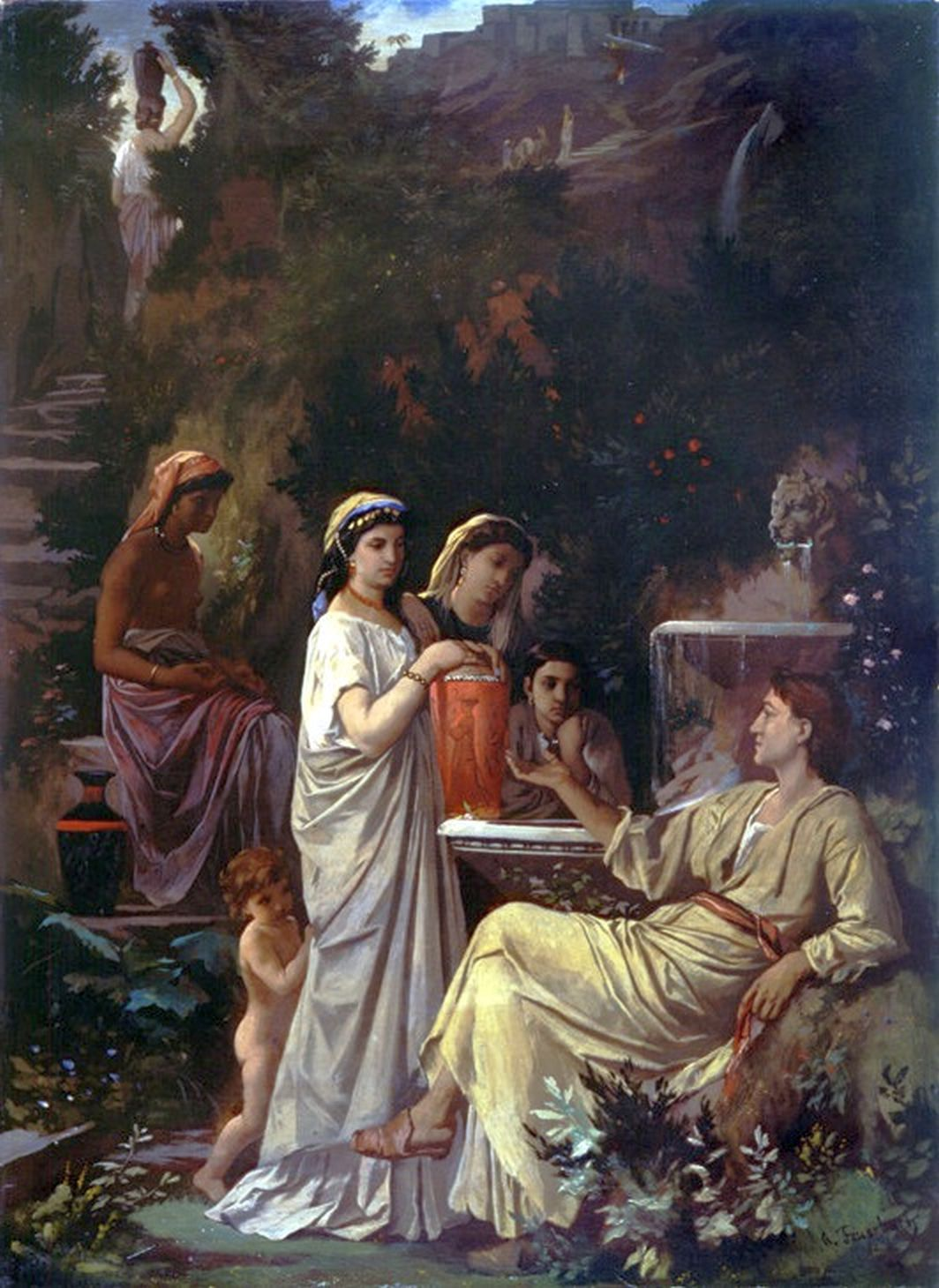
Anselm Feuerbach: Der Märchenerzähler am Brunnen, 1866. Das Gemälde wurde 1868 von Joseph Benzino gekauft und später der Pfalzgalerie Kaiserslautern vermacht.

Joseph Johann Benzino (* 11. April 1819 in Landstuhl; † 13. September 1893 in München) war ein deutscher Kaufmann, Kunstsammler und Politiker.

## Leben
Joseph Benzino war der Sohn des Kaufmanns Emanuel Ignaz Benzino (Ursprünglich Benzino di Como) und dessen zweiter Ehefrau, Elisabetha Antoinette Wiest. Seine Vorfahren stammten aus der Gegend um den Comer See; 1698 kann ein Andrea(s) Benzino als Einwanderer in Kusel nachgewiesen werden. Er war ein Verwandter des Generals Eugen Ritter von Benzino und von Vizeadmiral Wolfgang Benzino.
Nach seiner Schulzeit, die Benzino in seiner Heimatstadt absolvierte, erlernte er im elterlichen Betrieb den kaufmännischen Beruf. In seinem Elternhaus hatte die Kunst immer schon einen hohen Stellenwert; neben Hausmusik, welche regelmäßig gepflegt wurde, hatte die Malerei einen großen Einfluss auf Benzino. Seine Eltern waren begeistert vom Wirken der Nazarener. Beim romantischen Maler Georg Philipp Schmitt aus Heidelberg wurden nicht nur mehrere Bilder in Auftrag gegeben; er war auch gelegentlich Gast des Hauses Benzino. Auch die Maler Theodor Pixis und Eugen Hess lernte Benzino durch seine Eltern kennen und schätzen.
Mit 23 Jahren heiratete Joseph Benzino am 5. November 1842 in Landstuhl Mathilde, eine Tochter des Bezirksarztes Ferdinand Muck. Diese Ehe blieb kinderlos.
Die wirtschaftliche Stellung der Firma Ölfabrication Benzino & Söhne lässt sich daraus ersehen, dass nach Aufforderung der königlich-bayerischen Regierung der Pfalz vom 5. Januar 1854 die Industrie-Ausstellungs-Prüfungs-Commission für die Pfalz diese – als eine von zwei – ausdrücklich zur Teilnahme an der Allgemeinen Industrie-Ausstellung im selben Jahr (15. Juli – 15. Oktober) nach München einlud.
Allerdings war sechs Jahre später auf der Pfälzischen Industrieausstellung (23. September – 14. Oktober) in Kaiserslautern Benzino & Söhne nicht mehr unter den genannten Ausstellern. Benzino lebte als Privatier in Landstuhl, bis er 1863 als Abgeordneter einer national-liberalen Partei in den bayerischen Landtag gewählt wurde. Als solcher gehörte er bis 1869 diesem Gremium an. Als gesellschaftlicher Höhepunkt seines politischen Lebens kann die Einladung an die königliche Tafel anlässlich der Thronbesteigung von König Ludwig II. am 10. März 1864 gelten.
In den Jahren 1867 bis 1869 wirkte Benzino zusätzlich als Mitglied des Zollparlaments in Frankfurt am Main. Um diesen politischen Ämtern auch einen gesellschaftlichen Rahmen zu verleihen, ließ Benzino sein Wohnhaus (errichtet 1841) ab 1864 großzügig vergrößern. Diesen „großbürgerlichen“ Lebensstil gab Benzino 1878 auf und ließ sich mit seiner Ehefrau in München nieder.
Bereits im Jahr zuvor hatte Benzino dort in der Theresienstraße ein repräsentatives Haus gefunden. Seine Residenz in Landstuhl behielt er als eine Art Zweitwohnsitz zeit seines Lebens bei. Ein Grund für den Umzug nach München lag in Benzinos neuem Aufgabenbereich begründet. Bei ihm als Mitglied der königlich-bayerischen Central-Gemälde-Commission suchte der Hof oft seinen Rat. Benzino begutachtete u. a. Bilder oder beriet Museen beim Ankauf von Kunstwerken.
Der Prinzregent Luitpold von Bayern befürwortete 1892 persönlich Benzinos Ernennung zum königlich-bayerischen Hofrat. Ab dieser Zeit betreute Benzino fast ausschließlich die Neue Pinakothek.
Im Alter von 74 Jahren starb Hofrat Joseph Benzino am 13. September 1893 in München. Nach der Beerdigung am 15. September 1893 fand er auf dem nördlichen Friedhof der Münchner Ludwigspfarrei seine letzte Ruhestätte. Seine etwa 150 Gemälde vermachte er nach dem Tod seiner Frau 1903 dem damaligen Gewerbe Museum in Kaiserslautern. Diese Sammlung bildete den Grundstock des heute als Pfalzgalerie bekannten Museums.
Nach Benzino sind eine Straße (Benzinoring) in Kaiserslautern und ein Park in Kusel benannt.